# Coptocephala
Coptocephala är ett släkte av skalbaggar som beskrevs av Louis Alexandre Auguste Chevrolat 1837. Coptocephala ingår i familjen bladbaggar.
Släktet innehåller bara arten Coptocephala unifasciata.

## Bildgalleri

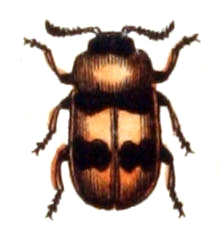
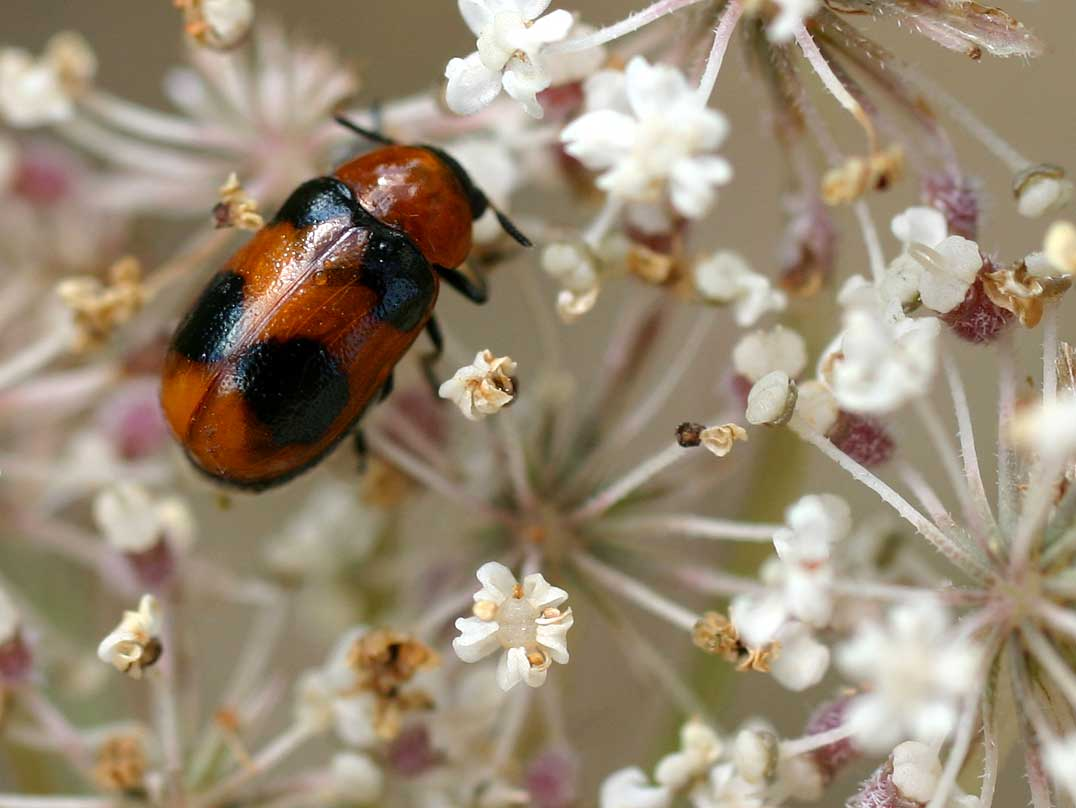